# Trillium chloropetalum
Trillium chloropetalum е вид растение от семейство Melanthiaceae. Видът е незастрашен от изчезване.

## Разпространение
Trillium chloropetalum е разпространен по крайбрежието и в подножието на Сиера Невада от окръг Сискию до Санта Барбара и Мадера.